# Buruni
Buruni (łac. Diocesis Burunitanus) – stolica historycznej diecezji w Cesarstwie rzymskim w prowincji Afryka Prokonsularna, sufragania metropolii Kartagina. Współcześnie w Tunezji. Obecnie katolickie biskupstwo tytularne.

## Biskupi tytularni
| Lp. | Biskup                 | Funkcja                                | Od                   | Do                   |
| --- | ---------------------- | -------------------------------------- | -------------------- | -------------------- |
| 1   | Pius Anthony Benincasa | biskup pomocniczy Buffalo (USA)        | 8 maja 1964          | 13 sierpnia 1986     |
| 2   | Ernesto Salgado        | wikariusz apostolski Baguio (Filipiny) | 17 października 1986 | 7 grudnia 2000       |
| 3   | Ismael Rueda Sierra    | biskup pomocniczy Cartageny (Kolumbia) | 20 grudnia 2000      | 27 czerwca 2003      |
| 4   | Anthony Fisher         | biskup pomocniczy Sydney (Australia)   | 16 lipca 2003        | 8 stycznia 2010      |
| 5   | Raphael Thattil        | biskup pomocniczy Trichur (Indie)      | 18 stycznia 2010     | 10 października 2017 |
| 6   | Daniele Libanori       | biskup pomocniczy Rzymu (Włochy)       | 23 listopada 2017    |                      |